# Adrikatte, Hosadurga
Adrikatte là một làng thuộc tehsil Hosadurga, huyện Chitradurga, bang Karnataka, Ấn Độ.